# Премия имени Кошута
Национальная премия имени Ко́шута (венг. Kossuth-díj) — государственная премия Венгрии.

## История
Носит имя выдающегося венгерского политика XIX века Лайоша Кошута, одного из вождей Венгерской революции 1848—1849 годов; премия учреждена в 1948 году по случаю столетия этой революции и вручается ежегодно 15 марта, в годовщину её начала.
Первоначально премия присуждалась Национальным собранием Венгрии, с 1990 года эта прерогатива перешла к президенту Венгрии.
С 1963 года сфера деятельности награждаемых была ограничена областью культуры и искусства (до этого совершались также награждения за заслуги в области науки и успехи в социалистическом строительстве). С 1950-х годов существовали четыре разряда премии, с 1977 года — только первый и второй.

## Лауреаты
2017
- Bertalan Tivadar[венг.]
- Fésűs Éva[венг.]
- Károly Frenreisz[англ.]
- Galánfi András[венг.]
- Keleti Éva[венг.]
- Nagy-Kálózy Eszter[венг.]
- Péterfy László[венг.]
- Радноти, Жужа
- Richter József[венг.]
- Сильвия Шаш
- Ласло Тахи Тот

2016
- Йокаи, Анна (Большая премия Кошута)

- Balázs Fecó[венг.]
- Миклош Бенедек
- Budai Ilona[венг.]
- Шандор Чоори
- Ádám Фаркаш[венг.]
- Dénes Gulyás[англ.]
- Анна Кисс
- Ildikó Komlósi[англ.]
- Lukács Sándor[венг.]
- Iván Madarász[англ.]
- Nagy Ervin[венг.]
- Ласло Немеш
- Геза Рёриг
- Serfőző Simon[венг.]
- Tillai Aurél[венг.]
- Zelenák Crescencia[венг.]

2015
- Albert Gábor[венг.]
- Gábor Bachman[англ.]
- Ференц Bács[венг.]
- Bede-Fazekas Csaba[венг.]
- Gyémánt László[венг.]
- Hűvösvölgyi Ildikó[венг.]
- Kunkovács László[венг.]
- Mezey Katalin[венг.]
- Oszvald Marika[венг.]
- Ökrös Oszkár[венг.]
- Ференц Sapszon[венг.]
- Геза Сёч
- Tolcsvay Béla[венг.]
- Hot Jazz Band[венг.]

2014
- Anna Jókai[англ.] (Большая премия Кошута)

- Kristóf Baráti[англ.]
- Béres János[венг.]
- Bohus Zoltán[венг.]
- Boráros Imre[венг.]
- Dobai Péter[венг.]
- Hámori Ildikó[венг.]
- Endre Hegedűs[англ.]
- Ференц Jávori[венг.]
- Atilla Kiss B.[англ.]
- Kobzos Kiss Tamás[венг.]
- Kóti Árpád[венг.]
- Кати Ковач
- Pál Mácsai[англ.]
- Mőcsényi Mihály[венг.]
- Németh János[венг.]
- György Orbán[англ.]
- Ференц Snétberger[англ.]
- Takács Klára[венг.]
- Ференц Temesi[венг.]
- Timár Sándor[венг.]
- Vujicsics együttes[венг.]

2013
- Ференц András[англ.]
- Csíkszentmihályi Róbert[венг.]
- Csík zenekar[венг.]
- Dubrovay László[венг.]
- Zoltán Gera[англ.]
- Kalász Márton[венг.]
- Karinthy Márton[венг.]
- Kubinyi Anna[венг.]
- Mécs Károly[венг.]
- Omega
- Oszter Sándor[венг.]
- Vera Pap[англ.]
- Rudolf Péter[венг.]
- Ференц Sajdik[венг.]
- Schubert Éva[венг.]
- Szvorák Katalin[венг.]
- Tornai József[венг.]
- Zsuráfszky Zoltán[венг.]

2012
- Шандор Чоори (Большая премия Кошута)

- Петер Балаж[венг.]
- Иштван Дардаи
- Ференц Демьен
- Fekete György[венг.]
- Harangozó Gyula[венг.]
- Barnabás Kelemen[англ.]
- Ákos Kovács[англ.]
- Erika Miklósa[англ.]
- Erzsi Pásztor[англ.]
- Piros Ildikó[венг.]
- Габор Ревицки
- Ференц Sebő[англ.]
- Somogyi Győző[венг.]
- Ласло Секей[венг.]
- Szentandrássy István[венг.]
- Vasadi Péter[венг.]
- Vukán György[венг.]

2011
- Иштван Немешкюрти (Большая премия Кошута)

- Berecz András[венг.]
- Blaskó Péter[венг.]
- Czakó Gábor[венг.]
- Földes László[венг.]
- Kovács Apollónia[венг.]
- Агота Кристоф
- Kubik Anna[венг.]
- Makkai Ádám[венг.]
- Medveczky Ádám[венг.]
- Judit Reigl[англ.]
- Ференц Rofusz[англ.]
- Sándor György[венг.]
- György Szabados[англ.]
- Szarka Tamás[венг.]
- Vidnyánszky Attila[венг.]

2010
- Aknay János[венг.]
- Tamás Almási[англ.]
- Békés Itala[венг.]
- Zoltán Bezerédi[англ.]
- Csernus Mariann[венг.]
- Féner Tamás[венг.]
- Harkányi Endre[венг.]
- Kardos Sándor[венг.]
- Kovács András Ferenc[венг.]
- Lantos Ferenc[венг.]
- Lengyel Péter[венг.]
- Lovasi András[венг.]
- Дьюла Маар
- Margitai Ági[венг.]
- Matuz István[венг.]
- Papp Oszkár[венг.]
- Ferenc Rados[англ.]
- Жужа Раковски
- László Vidovszky[англ.]

2009
- Ágai Karola[венг.]
- Balázs Mihály[венг.]
- Sándor Gáspár[англ.]
- Geiger György[венг.]
- Hegedűs D. Géza[венг.]
- Hetey Katalin[венг.]
- Jánoskúti Márta[венг.]
- Juronics Tamás[венг.]
- Kováts Adél[венг.]
- Gábor Máté[англ.]
- Ласло Райк[венг.]
- János Rózsa[англ.]
- Паль Шандор
- Sári József[венг.]
- Schmidt Egon[венг.]
- Szirtes Tamás[венг.]
- Endre Tot[англ.]
- Várady Szabolcs[венг.]
- Vári Éva[венг.]
- Végel László[венг.]

2008
- Baranyi Ferenc[венг.]
- Judit Elek[англ.]
- Fajó János[венг.]
- Адам Фишер
- Horváth Kornél[венг.]
- Андраш Елеш
- Kerényi Miklós Gábor[венг.]
- Kertész Ákos[венг.]
- Kiss János[венг.]
- Zsuzsa Koncz[англ.]
- Kovács Péter[венг.]
- Kútvölgyi Erzsébet[венг.]
- Lukács Gyöngyi[венг.]
- Тибор Мате
- Judit Pogány[англ.]
- Rába György[венг.]
- Дежё Ранки
- Szenthelyi Miklós[венг.]
- Szirtes Ági[венг.]
- Utassy József[венг.]
- Varga Levente[венг.]

2007
- B. Nagy János[венг.]
- Dés László[венг.]
- Földi Péter[венг.]
- Ласло Гальффи
- Gulyás Gyula[венг.]
- Адам Хорват[венг.]
- András Kern[англ.]
- Földi Péter[венг.]
- Kévés György[венг.]
- Ференц Коша
- András Ligeti[англ.]
- Paizs László[венг.]
- Лайош Парти Надь
- Иштван Паркаи
- Miklós Perényi[англ.]
- Ildikó Pécsi[англ.]
- Пшота, Ирен
- Эрнё Рубик
- Ferenc Sánta Jr.[англ.]
- Szilágyi Tibor[венг.]
- Takács Zsuzsa[венг.]
- Отто Тольнаи

2006
- Bangó Margit[венг.]
- Benkó Sándor[венг.]
- Boross Lajos[венг.]
- Иветта Божик
- Eszter Csákányi[англ.]
- Ferencz István[венг.]
- Иван Фишер
- Gábor Görgey[англ.]
- János Herskó[англ.]
- Миклош Янчо
- Karátson Gábor[венг.]
- János Kulka[англ.]
- Léner Péter[венг.]
- Lukáts Andor[венг.]
- Megyik János[венг.]
- Petrovics Emil
- Solti Gizella[венг.]
- Дьёрдь Шпиро
- Эржебет Сёньи
- Zorán Sztevanovity[англ.]
- Tordai Zádor[венг.]
- Vágó Nelly[венг.]
- Шандор Жотер

2005
- Bachman Zoltán[венг.]
- Gyula Bodrogi[англ.]
- Buda Ferenc[венг.]
- Déry Gabriella[венг.]
- István Eörsi[англ.]
- János Gálvölgyi[англ.]
- Kemény Henrik[венг.]
- Золтан Кочиш
- Körmendi János[венг.]
- Lázár Antal[венг.]
- Molnár Sándor[венг.]
- Pauer Gyula[венг.]
- Sándor Iván[венг.]
- Szakcsi Lakatos Béla[венг.]
- Székely Magda[венг.]
- György Szomjas[англ.]
- Valló Péter[венг.]
- Vitray Tamás[венг.]
- Пал Завада

2004
- Ударный ансамбль Амадинда
- Balla Demeter[венг.]
- Bertók László[венг.]
- Bíró Miklós[венг.]
- Gergely Bogányi[англ.]
- Borvendég Béla[венг.]
- Grunwalsky Ferenc[венг.]
- Líviusz Gyulai[англ.]
- Hencze Tamás[венг.]
- Ласло Краснахоркаи
- Kati Lázár[англ.]
- Lehoczky Zsuzsa[венг.]
- Marianna Moór[англ.]
- Popova Aleszja[венг.]
- Andrea Rost[англ.]
- Tőzsér Árpád[венг.]

2003
- Андраш Балинт
- Адам Бодор
- Cságoly Ferenc[венг.]
- Hager Ritta[венг.]
- Ева Яниковски
- Kalmár Magda[венг.]
- Király Levente[венг.]
- Дьёрдь Лигети
- László Marton[англ.]
- László Marton[англ.]
- Дора Маурер
- Oravecz Imre[венг.]
- Gábor Presser[англ.]
- Бела Тарр
- János Vajda[англ.]

2002
- Bak Imre[венг.]
- Margit Bara[англ.]
- Петер Этвёш
- Ferenczfy-Kovács Attila[венг.]
- Galambos Erzsi[венг.]
- Эль Казовский
- Kerényi Imre[венг.]
- Marsall László[венг.]
- Méhes György[венг.]
- Aladár Pege[англ.]
- Taub János[венг.]
- Uhrik Teodóra[венг.]
- Varga Domokos[венг.]

2001
- Bánffy György[венг.]
- Bari Károly[венг.]
- Bella István[венг.]
- Géza Bereményi[англ.]
- Tamás Cseh[англ.]
- Csikós Attila[венг.]
- G. Dénes György[венг.]
- Erdélyi Zsuzsanna[венг.]
- Enikő Eszenyi[англ.]
- Judit Halász[англ.]
- Zoltán Jeney[англ.]
- Kampis Miklós[венг.]
- Kovács János[венг.]
- Kő Pál[венг.]
- Lükő Gábor[венг.]
- Nádler István[венг.]
- Szervátiusz Tibor[венг.]
- Szilágyi István
- Янош Тот

2000
- Илона Береш
- Tibor Bitskey[англ.]
- Böszörményi Géza[венг.]
- Fehér László[венг.]
- Ágnes Gergely[англ.]
- Görömbei András[венг.]
- Lívia Gyarmathy[англ.]
- Harasztÿ István[венг.]
- Illés
- Kaláka[англ.]
- Ilona Keserü[англ.]
- Miklós Kocsár[англ.]
- Gáspár Nagy[англ.]
- Nagy Zoltán[венг.]
- Reimholz Péter[венг.]
- Szabó Dénes[венг.]
- Gyula Szabó[англ.]
- Volf Katalin[венг.]

1999
- Baranyay András[венг.]
- Csukás István
- Dévényi Sándor[венг.]
- Карой Эперьеш[англ.]
- Jozsef Gregor[англ.]
- Grendel Lajos[венг.]
- Gyula Hernádi[англ.]
- János Kass[англ.]
- Korniss Péter[венг.]
- Mészöly Dezső[венг.]
- Muzsikás[англ.]
- Nepp József
- Polgár Rózsa[венг.]
- Марта Шебештьен
- Soproni József[венг.]
- Мари Тёрёчик
- Udvardi Erzsébet[венг.]

1998
- Иван Дарваш
- Hágai Katalin[венг.]
- Геза Хофи
- István Iglódi[англ.]
- Konok Tamás[венг.]
- Lakner László[венг.]
- Lászlóffy Aladár[венг.]
- Kamilló Lendvay[англ.]
- Gábor Mádi Szabó[англ.]
- Rákos Sándor[венг.]
- Sólyom-Nagy Sándor[венг.]
- Györgyi Szakács[англ.]
- Sztankay István[венг.]
- Tandori Dezső[венг.]
- Vadász György[венг.]
- Тамаш Вашари

1997
- Almási Éva[венг.]
- Квартет имени Бартока
- Тибор Чернуш
- Csete György
- Петер Готар
- Енё Яндо
- Jovánovics György[венг.]
- Kelen Péter[венг.]
- Имре Кертес
- Габор Конц
- Ева Мартон
- Schäffer Judit[венг.]
- Somlyó György[венг.]
- Szakonyi Károly[венг.]
- Ференц Зенте

1996
- Ildikó Bánsági[англ.]
- Csomós Mari[венг.]
- Петер Эстерхази
- Finta József
- Jordán Tamás[венг.]
- Kallós Zoltán[венг.]
- Király József[венг.]
- Андраш Козак
- Дьёрдь Куртаг
- Эрвин Лазар
- Эрвин Лукач
- Йожеф Мадараш
- Дёрдь Петри
- Ráday Mihály[венг.]
- Андраш Шифф
- Szántó Tibor[венг.]

1995
- Babarczy László[венг.]
- Békés András[венг.]
- Foltin Jolán[венг.]
- Gross Arnold
- Jancsó Adrienne[венг.]
- Lakatos István[венг.]
- Lator László[венг.]
- Piroska Molnár[англ.]
- Mihály Schéner[англ.]
- László Sinkó[англ.]
- Török Ferenc[венг.]

1994
- Péter Andorai[англ.]
- Ferenc Bán[англ.]
- Dobos László[венг.]
- Дьёрдь Фалуди
- Gergely Ferenc[венг.]
- Gyurkovics Tibor[венг.]
- Хубаи, Миклош
- Йокаи, Анна
- Янош Кенде
- Tamás Lossonczy[англ.]
- Molnár András[венг.]
- Pártay Lilla[венг.]
- Sík Ferenc[венг.]
- Sváby Lajos[венг.]
- Tábori Nóra[венг.]

1993
- Károly Antal[англ.]
- Bartha László[венг.]
- Juli Básti[англ.]
- Cserny József[венг.]
- Deim Pál[венг.]
- Jurcsik Károly[венг.]
- Sándor Kányádi[англ.]
- Ференц Новак[венг.]
- Onczay Csaba[венг.]
- Páskándi Géza[венг.]
- Sándor Reisenbüchler[англ.]
- Ruszt József[венг.]
- Sándor Judit[венг.]

1992
- István Ágh[англ.]
- Ascher Tamás[венг.]
- Bencsik István[венг.]
- Fodor András[венг.]
- Хорват Йожеф[венг.]
- Kerényi József Péter[венг.]
- Kováts Kolos[венг.]
- Петер Надаш
- Orbán Ottó[венг.]
- Pesovár Ernő[венг.]
- Raksányi Gellért[венг.]
- András Sütő[англ.]
- Szalay Lajos[венг.]
- István Szőts[англ.]
- Anna Zádor[англ.]

1991
- Ференц Фаркаш
- Иштван Гааль
- Határ Győző[венг.]
- Элемер Рагайи
- Schrammel Imre[венг.]
- Szabó Miklós[венг.]
- Шандор Сабо[англ.]
- Szakály György[венг.]
- János György Szilágyi[англ.]
- Takáts Gyula[венг.]
- Tatay Sándor[венг.]
- Géza Tordy[англ.]
- Zalaváry Lajos[венг.]

1990
- Bozay Attila
- Дьёрдь Черхальми
- Шандор Чоори
- Эрнё Донаньи
- Eckhardt Sándor[венг.]
- Gyarmathy Tihamér[венг.]
- Hajnóczi Gyula[венг.]
- Бела Хамваш
- Золтан Хусарик
- Золтан Йекей
- Keveházi Gábor[венг.]
- János Kodolányi[англ.]
- Béla Kondor[англ.]
- Дьёрдь Конрад
- Золтан Латинович
- Laziczius Gyula[венг.]
- Имре Маковец
- Шандор Мараи
- Марта Месарош
- Миклош Месёй
- Molnár István[венг.]*
- Лайош Эзе
- Ласло Полгар
- Rajeczky Benjámin[венг.]
- Sinka István[венг.]
- Cs. Szabó László[венг.]
- Tóth Menyhért[венг.]
- Dorottya Udvaros[англ.]

1988
- Farkasdy Zoltán[венг.]
- Дежё Гараш
- Бела Ковач
- Иван Манди
- Melocco Miklós[венг.]
- Székely Gábor[венг.]
- Миклош Сенткути
- Ádám Szirtes[англ.]
- Szvetnik Joachim[венг.]
- Zsámbéki Gábor[венг.]

1985
- Gábor Agárdy[англ.]
- Петер Бачо
- Балинт, Эндре
- Енё Барчаи
- Csorba Győző[венг.]
- Faragó András[венг.]
- Péter Haumann[англ.]
- Лайош Кольтаи
- Kurucz D. István[венг.]
- Máthé Erzsi[венг.]
- Геза Оттлик
- Pongor Ildikó[венг.]
- Rolla János[венг.]
- Száraz György[венг.]
- Szemes Mari[венг.]
- Андраш Сёллёши
- Tokody Ilona[венг.]
- Vas István[венг.]

1983
- Balassa Sándor[венг.]
- Kokas Ignác[венг.]
- Markó Iván[венг.]
- László Márkus[англ.]
- György Moldova[англ.]
- Агнеш Немеш Надь
- Szántó Piroska[венг.]

1980
- Дьюрко, Ласло
- Hornicsek László[венг.]
- Kincses Veronika[венг.]
- Kolozsvári Grandpierre Emil[венг.]
- Mensáros László[венг.]
- Miller Lajos[венг.]
- Miklós Perényi[англ.]
- Янош Пилинский
- László Seregi[англ.]
- Дежё Силадьи[венг.]
- Vilt Tibor[венг.]

1978
- Иван Дарваш
- Dózsa Imre[венг.]
- Жольт Дурко
- Эк, Имре
- Феледи, Дьюла
- Эржебет Галгоци
- Gáll István[венг.]
- Huszti Péter[венг.]
- Марцель Янкович
- Kántor Sándor[венг.]
- Золтан Кочиш
- Мемос Макрис
- Дежё Ранки
- Шандор Шара
- Магда Сабо
- Vészi Endre[венг.]
- Vígh Tamás[венг.]

1975
- Avar István[венг.]
- Имре Чанади
- Cseres Tibor[венг.]
- Miklós Erdélyi[англ.]
- Endre Fejes[англ.]
- Feleki Sári[венг.]
- Gádor István[венг.]
- Пал Кадоша
- Kis József[венг.]
- Kiss Nagy András[венг.]
- Mikó András[венг.]
- Radnai György[венг.]
- Raszler Károly[венг.]
- Sárai Tibor
- Иштван Сабо
- Hédi Váradi[англ.]

1973
- Шандор Бортник
- Horváth Teri[венг.]
- Дьёрдь Иллеш
- Миклош Янчо
- Ференц Юхас
- Ференц Каллаи
- Komlóssy Erzsébet[венг.]
- Дьёрдь Куртаг
- Lehel György[венг.]
- Lukács Miklós[венг.]
- Карой Макк
- Ferenc Martyn[англ.]
- Olsavszky Éva[венг.]
- Иштван Эркень
- Ференц Шанта
- Мари Тёрёчик
- Имре Варга
- Zsurzs Éva[венг.]

1970
- Аурель Бернат
- Квартет имени Бартока
- Золтан Фабри
- Fónyi Géza[венг.]
- Эржебет Хази
- Дьюла Ийеш
- Kálmán György[венг.]
- Kiss István[венг.]
- Комлош, Петер
- Андраш Короди
- Андраш Ковач
- Marton Endre[венг.]
- Pándi Pál[венг.]
- Ференц Сеченьи
- Miklós Szinetár[англ.]
- Vámos László[венг.]
- Шандор Вёреш

1966
- Goda Gábor[венг.]
- Kohán György[венг.]
- Ласло Надь
- Petrovics Emil
- Пшота, Ирен
- Имре Шинкович
- Шандор Соколаи
- Ujfalussy József[венг.]

1965
- Ádám Ottó[венг.]
- Бени Ференци
- Анни Фишер
- Garai Gábor[венг.]
- Ференц Хаваш
- Róbert Ilosfalvy[англ.]
- Лайош Кашшак
- Kazimir Károly[венг.]
- Кереш, Эмиль
- Pál Lukács[англ.]
- Kálmán Nádasdy[англ.]
- Orosz Adél[венг.]
- Антал Пагер
- Pál Pátzay[англ.]
- Róna Viktor[венг.]
- Bence Szabolcsi[англ.]
- Váci Mihály[венг.]

1964
- Lyka Károly[венг.]

1963
- Янош Балог
- Benedek Marcell[венг.]
- Ákos Császár[англ.]
- Garai József[венг.]
- Gorka Géza[венг.]
- Illés Endre
- Jámbor László[венг.]
- Jeney Endre[венг.]
- Kassai Ilona[венг.]
- Kiss István[венг.]
- Komor Vilmos[венг.]
- Korbuly János
- Денеш Ковач
- Йожеф Лендел
- Lukács Margit[венг.]
- Эрик Мольнар
- Pusztai Ferenc[венг.]
- Шандор Радо
- Károly Reich[англ.]
- Ernő Rubik[англ.]
- Szendrői Jenő[венг.]
- Vágó György[венг.]

1962
- Bognár Rezső[венг.]
- Tibor Czibere[англ.]
- Ференц Эрдеи
- Fülöp Viktor[венг.]
- György Júlia[венг.]
- Дьёрдь Хайош
- Антал Гидаш
- Julesz Miklós[венг.]
- Kun Zsuzsa[венг.]
- Lehr Ferenc[венг.]
- Melis György[венг.]
- Лайош Мештерхази
- Ленард Пал
- Palotás László[венг.]
- Tettamanti A. Károly[венг.]
- Tóth András[венг.]
- Ursitz József[венг.]
- Vámos Ferenc[венг.]
- Vas István[венг.]

1961
- Тибор Иван Беренд
- Donhoffer Szilárd[венг.]
- Fejes Sándor[венг.]
- Янош Ференчик
- Holló László[венг.]
- Lengyel Lajos[венг.]
- Litvin József[венг.]
- Режё Маннингер
- Károly Marót[англ.]
- Károly Polinszky[англ.]
- Ránki György[венг.]*
- Tandori Károly[венг.]
- Tarján Imre[венг.]
- Zsidai János[венг.]

1960
- Albert János[венг.]
- Almási István[венг.]
- Beke Ödön[венг.]
- Bezzegh László[венг.]
- Йожеф Дарваш
- Huszák István[венг.]
- Kárpáti Aurél[венг.]
- Méhes János[венг.]
- Ева Рутткаи
- Schinagl Ferenc[венг.]
- Vedres Márk[венг.]
- Лео Вайнер

1959
- Bodó Zalán[венг.]
- Cholnoky László[венг.]
- Имре Добози
- Freud Géza[венг.]
- Hatvany Lajos[венг.]
- Hevesi Gyula[венг.]
- Пал Кочиш
- Körner József[венг.]
- Olcsai-Kiss Zoltán[венг.]
- Somogyi Erzsi[венг.]
- Sós József[венг.]
- Szabó István[венг.]
- Szende Béla[венг.]
- Szép Iván[венг.]
- György Szigeti[англ.]
- Takács Antal[венг.]
- Tófalvi Gyula[венг.]

1958
- Bayer István[венг.]
- Benedikt Ottó
- Bors Károly[венг.]
- Erdey László[венг.]
- Пал Эрдёш
- Greguss Pál[венг.]
- Hincz Gyula[венг.]
- Kacsó Sándor[венг.]
- Kollányi Ágoston[венг.]
- Mór Korach[англ.]
- Medgyaszay Vilma[венг.]
- Nádasi Ferenc[венг.]
- János Rajz[англ.]
- Бруно Штрауб
- Квартет Татраи
- Turóczi-Trostler József[венг.]
- Vásárhelyi Boldizsár[венг.]
- Verő József[венг.]

1957
- Енё Адам
- Ballenegger Róbert[венг.]
- Barta István[венг.]
- Miklós Borsos[англ.]
- Дьюла Давид
- Endre Dudich[англ.]
- László Egyed[англ.]
- Ласло Фейеш Тот
- Fülep Lajos[венг.]
- Viktor Gertler[англ.]
- Gillemot László[венг.]
- Gömöri Pál[венг.]
- Haynal Imre[венг.]
- Хельтаи, Энё
- Маньи Кишш
- Золтан Кодай
- Lakatos Gabriella[венг.]
- Maleczky Oszkár[венг.]
- Mándi Andor[венг.]
- Marton Endre[венг.]
- Marton Géza[венг.]
- Ferenc Medgyessy[англ.]
- Molnár Antal
- Ласло Немет
- Somló István[венг.]
- Mária Sulyok[англ.]
- Surányi János[венг.]
- Лёринц Сабо
- Szabó Zoltán Gábor[венг.]
- Szentiványi Lajos[венг.]
- Timár József[венг.]
- Tiszay Magda[венг.]
- Vankó Richárd[венг.]
- Went István[венг.]
- Zimmermann Ágoston[венг.]

1956
- Ascher Oszkár[венг.]
- Barta Lajos[венг.]
- Bognár Géza[венг.]
- Bulla Elma[венг.]
- Csanádi György[венг.]
- Йожеф Дарваш
- Domanovszky Endre[венг.]
- Domján József[венг.]
- Тибор Эрдеи-Груз
- Ernst Jenő[венг.]
- Fekete Lajos
- Альберт Фоно
- Tibor Gallai[англ.]
- Gergely Sándor
- Харангозо, Дьюла
- Hernádi Lajos[венг.]
- Jankovich Ferenc[венг.]
- Jordán Károly[венг.]
- Kaesz Gyula[венг.]
- Kardos Tibor[венг.]
- Kőhalmi Béla[венг.]
- Пал Лошонци
- Losonczy György[венг.]
- Феликс Мариашши
- Mátrai Gyula[венг.]
- Иштван Месарош
- Mészöly Gyula[венг.]
- Tibor Molnár[англ.]
- Nagyajtai Teréz[венг.]
- Orosz Júlia[венг.]
- Pál József[венг.]
- Ласло Раноди
- Иштван Русняк
- Schay Géza[венг.]
- Андраш Шомош
- Имре Сабо[венг.]
- Takács Paula[венг.]
- Tompa Sándor[венг.]
- Varga Mátyás[венг.]
- Зольтан Варконьи
- Янош Вишки
- Zilahi Márton[венг.]
- Zorkóczy Béla[венг.]

1955
- József Mátyás Baló[англ.]
- Banga Ilona[венг.]
- Лайош Бардош
- Lajos Básti[англ.]
- Benczik Sándor[венг.]
- Ferenc Bessenyei[англ.]
- Bölöni György[венг.]
- Bruckner Győző[венг.]
- Dénes Péter[венг.]
- Ecker Ferenc[венг.]
- István Eiben[англ.]
- Золтан Фабри
- Анни Фишер
- Gádor István[венг.]
- Geleji Sándor[венг.]
- Gyárfás József[венг.]
- Hanzó Lajos[венг.]
- Hazay István[венг.]
- Herke Sándor[венг.]
- Hetényi Géza[венг.]
- Бела Иллеш
- Миклош Янчо[венг.]
- Kadocsa Gyula[венг.]
- Kapoli Antal[венг.]
- Ferenc Karinthy[англ.]
- Kerényi Jenő
- Kiss Árpád[венг.]
- Klaniczay Tibor[венг.]
- Korányi Imre[венг.]
- Kovács Endre[венг.]
- Lengyel Béla[венг.]
- Ludmann László[венг.]
- Дьёрдь Лукач
- Тамаш Майор
- Marx György[венг.]
- Máthé Imre[венг.]
- Андраш Михай
- Магда Ольти
- Örösi Pál Zoltán[венг.]
- Pigler Andor[венг.]
- László Rédei[англ.]
- Rösler Endre[венг.]
- Имре Шаркади
- Sávoly Pál[венг.]
- Simon István
- Solti Bertalan[венг.]
- Эндре Сервански
- Tivadar Uray[англ.]
- Veress Zoltán[венг.]
- Эде Затурецкий
- Zólyomi Bálint[венг.]

1954
- Ács Ernő[венг.]
- Andor Ajtay[англ.]
- Albrecht József[венг.]
- Apáthi Imre[венг.]
- Фридьеш Бан
- Тибор Барабаш
- Анна Бати
- Енё Барчаи
- Békésy Miklós[венг.]
- Bordás András[венг.]
- Buzágh Aladár[венг.]
- Csatkai Endre[венг.]
- Csonka Pál[венг.]
- Csukás Zoltán[венг.]
- Давид, Карой
- Dercsényi Dezső[венг.]
- Fodor Gábor Béla[венг.]
- Földes Pál[венг.]
- Gerevich László[венг.]
- Gilyén Jenő[венг.]
- Gyula Gózon[англ.]
- Járdányi Pál[венг.]
- Мартон Келети
- Ласло Ковач[венг.]
- Kreybig Lajos[венг.]
- Петер Куцка
- Lipták Pál[венг.]
- Liska József[венг.]
- Кальман Лишак
- Zoltán Makláry[англ.]
- Manninger Gusztáv Adolf[венг.]
- Maucha Rezső[венг.]
- Аги Месарош
- Tivadar Millner[англ.]
- Kálmán Nádasdy[англ.]
- Дежё Немеш
- Oláh Gusztáv[венг.]
- Porubszky Lajos[венг.]
- Дьёрдь Ранки
- Regősi Ádám[венг.]
- Renner János[венг.]
- Альфред Реньи
- Rideg Sándor[венг.]
- Schandl József[венг.]
- Sebestyén János[венг.]
- Kurt Sedlmayr[венг.]
- Somogyi József[венг.]
- Режё Шоо
- Режё Сугар
- Ференц Сабо
- Szabó Samu[венг.]
- Арон Тамаши
- Vad Imre[венг.]
- Vajta Miklós[венг.]
- Vermes Miklós[венг.]
- Weichinger Károly[венг.]
- Zelk Zoltán[венг.]

1953
- Ábrahám Ambrus Andor[венг.]
- Balla Imre[венг.]
- Bárczi Gusztáv[венг.]
- Барши, Бела
- Ferenc Bessenyei[англ.]
- Бихари, Йожеф
- Borbély Mihály[венг.]
- Bunda János[венг.]
- Csicsátka Antal[венг.]
- Csűrös Zoltán[венг.]
- Devecseri Gábor[венг.]
- Dischka Győző[венг.]
- Domanovszky Endre[венг.]
- Jenő Egerváry[англ.]
- Elekes Ferenc[венг.]
- Elekes Lajos[венг.]
- Золтан Фабри
- Feleki Kamill[венг.]
- Fodor János[венг.]
- Андор Габор
- Миклош Габор
- Gegesi Kiss Pál[венг.]
- Геллерт, Эндре
- Gyulai Zoltán[венг.]
- Ханна Хонти
- Иштван Хорваи
- Дьюла Ийеш
- Imre István[венг.]
- Jenei Lajos[венг.]
- Kardos László[венг.]
- Мартон Келети
- Kenessey Jenő[венг.]
- Kertai György[венг.]
- Király István[венг.]
- Жигмонд Кишфалуди-Штробль
- Kniezsa István[венг.]
- Koch Sándor[венг.]
- Kocsis András[венг.]
- Kompolthy Tivadar[венг.]
- Kónya Lajos[венг.]
- Kovács Károly Pál[венг.]
- Nora Kovach[англ.]
- Kulin László[венг.]
- Lux László[венг.]
- Machovits István[венг.]
- Mátyás Mária[венг.]
- Тибор Мераи
- Müller Sándor[венг.]
- Novobátzky Károly[венг.]
- Шандор Печи
- Proszt János[венг.]
- Рабо, Дьюла
- Rab István[венг.]
- Ratkovszky Ferenc[венг.]
- Фридьеш Рис
- Sályi István[венг.]
- Sándor Kálmán[венг.]
- Йожеф Шиманди
- Somogyi Erzsi[венг.]
- Strausz László[венг.]
- Süveges Dániel[венг.]
- Михай Секей
- Szentgyörgyi Kornél[венг.]
- Szladits Károly[венг.]
- Бела Сёкефальви-Надь
- Szodorai István[венг.]
- Tajkov András[венг.]
- Tarján Gusztáv[венг.]
- Ungvári Lajos
- Ungváry László[венг.]
- Зольтан Варконьи
- Verebélÿ László[венг.]
- Ernő Winter[англ.]
- Zambó János[венг.]

1952
- Ács Ernő[венг.]
- Фридьеш Бан
- Bárczi Géza[венг.]
- Gyula Bartos[англ.]
- Bencze László[венг.]
- Benedek Jenő[венг.]
- Беньямин, Ласло
- Csáki-Maronyák József[венг.]
- Csenki Imre[венг.]
- Иштван Чок
- Danis Imréné[венг.]
- Маргит Дайка
- Deák János[венг.]
- Esztó Péter[венг.]
- Farkasdi Zoltán[венг.]
- Бела Фогараши
- Forgó László[венг.]
- Földi Zoltán[венг.]
- Gazda Géza[венг.]
- Gerber Károly[венг.]
- Gerlóczi Lajosné[венг.]
- Оскар Глац
- Иштван Хомоки-Надь
- Issekutz Béla[венг.]
- Ivánovics György[венг.]
- Шандор Яворка
- Kádár György[венг.]
- Kalmár László[венг.]
- Kántás Károly[венг.]
- Kiss Ferenc[венг.]
- Золтан Кодай
- Konecsni György[венг.]
- Kovács Dezsőné[венг.]
- Ladányi Ferenc[венг.]
- László Antal[венг.]
- Loy Árpád[венг.]
- Lukács József[венг.]
- Lyka Károly[венг.]
- Magyar Ilona[венг.]
- Márk Tivadar[венг.]
- Шандор Микуш
- Mislóczky Mátyás[венг.]
- Mócsy János[венг.]
- Emil Mosonyi[нем.]
- Muttnyánszky Ádám[венг.]
- Nagy Dénes[венг.]
- Ференц Надь[венг.]
- Геза Паттантьюш-Абрахам
- Pless László[венг.]
- Porpáczy Aladár[венг.]
- Progl József[венг.]
- Rábai Miklós[венг.]
- Rőder Béla[венг.]
- Schay Géza[венг.]
- Pál Selényi[англ.]
- Карой Шимоньи
- Svéd Sándor[венг.]
- Szádeczky-Kardoss Elemér[венг.]
- Sándor Szalay[англ.]
- Tibor Szele[англ.]
- Éva Szörényi[англ.]
- Клари Тольнаи
- Аладар Тот
- I. Tóth Zoltán[венг.]
- Anna Tőkés[англ.]
- Törő Imre[венг.]
- Пал Туран
- Urbán Ernő[венг.]
- Vadász Elemér[венг.]
- József Varga[нем.]
- Ottó Varga[нем.]
- Петер Вереш
- Westsik Vilmos[венг.]

1951
- Ajtay Zoltán[венг.]
- György Alexits[англ.]
- Антал Бабич
- Samu Balázs[англ.]
- Bárány Nándor[венг.]
- Róbert Berény[англ.]
- Бихари, Йожеф
- Budó Ágoston[венг.]
- Ék Sándor[венг.]
- László Erdey[нем.]
- Янош Ференчик
- Földessy Gyula[венг.]
- Фюлёп, Зольтан
- Gáspár Margit[венг.]
- Geleji Sándor[венг.]
- János Görbe[англ.]
- Мария Дьюркович
- Дьёрдь Хайош
- Hámos György[венг.]
- Gyula Háy[англ.]
- Ласло Геллер
- Иштван Хорваи
- Jánosik János[венг.]
- Лайош Яношши
- Ференц Юхас
- Мартон Келети
- Kerpel-Fronius Ödön[венг.]
- Kotlán Sándor[венг.]
- Иштван Ковач[венг.]
- Kugler Lajos[венг.]
- Ласло Лайта
- Lovas Lajos[венг.]
- Gusztáv Oláh[фр.]
- Pais Dezső[венг.]
- Pán József[венг.]
- Parragi György[венг.]
- Шандор Печи
- Rózsa Péter[англ.]
- Pióker Ignác[венг.]
- Bertalan Pór[англ.]
- Schlattner Jenő[венг.]
- Schulek Elemér[венг.]
- Шомлаи, Артур
- Ласло Шомодьи
- Режё Шоо
- Ференц Сабо
- Пал Сабо
- Bence Szabolcsi[англ.]
- Эндре Сервански
- Клари Тольнаи
- Tóth Béla[венг.]
- Ubrizsy Gábor[венг.]
- Vendel Miklós[венг.]
- Vitális Sándor[венг.]
- Winkler Dezső[венг.]
- Иштван Сёньи
- Эде Затурецкий

1950
- Фридьеш Бан
- Banga Imre[венг.]
- Беньямин, Ласло
- Csorba Géza[венг.]
- Domján Bálint[венг.]
- Égető Ernő[венг.]
- Тибор Эрдеи-Груз
- Fábik József[венг.]
- Ференц Фаркаш
- Fodor Gábor Béla[венг.]
- Freund Mihály[венг.]
- Геллерт, Эндре
- Gémes Ferenc[венг.]
- Gerecs Árpád[венг.]
- Гомбас, Пал
- Барнабаш, Хедьи
- Hetényi Géza[венг.]
- Horváth Ede[венг.]
- Бела Иллеш
- Дьёрдь Иллеш
- Пал Кадоша
- Kalmár László[венг.]
- Kéri Lajos[венг.]
- Kertész András[венг.]
- Жигмонд Кишфалуди-Штробль
- Konecsni György[венг.]
- Kónya Lajos[венг.]
- Kreybig Lajos[венг.]
- Кальман Латабар
- Режё Маннингер
- Margóczi István[венг.]
- Mátrai Gyula[венг.]
- Mattyasovszky-Zsolnay László[венг.]
- Аги Месарош
- Muszka Imre[венг.]
- Kálmán Nádasdy[англ.]
- Ormai Árpádné[венг.]
- Pál Pátzay[англ.]
- Petényi Géza[венг.]
- Pozsonyi Zoltán[венг.]
- László Rédei[англ.]
- Kurt Sedlmayr[венг.]
- Simon Zsuzsa[венг.]
- Szabó Zoltán Gábor[венг.]
- Янош Сентаготаи
- Szőczei Sándor[венг.]
- Бела Сёкефальви-Надь
- Tarján Gusztáv[венг.]
- Янош Тот[венг.]
- Varga Barnabás[венг.]
- József Varga[нем.]
- Péter Veres[англ.]
- Vincze Gábor[венг.]
- Лео Вейнер
- Ernő Winter[англ.]

1949
- Тамаш Ацел
- Andics Erzsébet[венг.]
- Бела Балаж
- Beck András[венг.]
- Bereczky Endre[венг.]
- Biró Ferenc[венг.]
- Bognár Géza[венг.]
- Bokros Birman Dezső[венг.]
- Bruckner Győző[венг.]
- Бугьи, Иштван
- Buzágh Aladár[венг.]
- Egerváry Jenő[венг.]
- Ember Győző[венг.]
- Анни Фишер
- Геллерт, Оскар
- Gerendás Mihály[венг.]
- Гергей, Шандор
- Эрнё Герё
- Gillemot László[венг.]
- Хильда Гобби
- Győrffy Barna[венг.]
- Heckenast Gusztáv[венг.]
- Hont Ferenc[венг.]
- Karácsonyi Béla[венг.]
- Kmetty János[венг.]
- Андраш Леваи
- Лигети, Лайош
- Major Máté[венг.]
- Йожеф Марек
- Ференц Мерей
- Шандор Микуш
- Mohácsy Mátyás[венг.]
- Дьюла Моравчик
- Шандор Надь
- Novobátzky Károly[венг.]
- Эрно Обермайер
- Ошват, Юлия
- Pach Zsigmond Pál[венг.]
- Palló Imre[венг.]
- Pázsiti Ödön[венг.]
- Pór Bertalan[венг.]
- Геза фон Радваньи
- Rátkai Márton[венг.]
- Ravasz János[венг.]
- Альфред Реньи
- Йожеф Реваи
- Фридьеш Рис
- Ласло Рудаш
- Rudnay Gyula[венг.]
- Иштван Русняк
- Sántha Kálmán[венг.]
- Schöpflin Aladár[венг.]
- Schulek Elemér[венг.]
- Szádeczky-Kardoss Elemér[венг.]
- Михай Секей
- Szőnyi István
- Tárczy-Hornoch Antal[венг.]
- Tersánszky Józsi Jenő[венг.]
- Пал Туран
- Ungár Imre[венг.]
- Valkó Márton[венг.]
- Vásárhelyi Zoltán[венг.]
- Шандор Вереш
- Verő József[венг.]
- Zelk Zoltán[венг.]
- Zsigmond László[венг.]
- Миклош Жираи

1948
- Ambrus Teréz[венг.]
- Гизи Байор
- Бела Барток
- Аурель Бернат
- Bognár Rezső[венг.]
- Czóbel Béla[венг.]
- Иштван Чок
- Derkovits Gyula
- Тибор Дери
- Иштван Дези Хубер
- Йожеф Эгри
- Ференц Эрдеи
- Ernst Jenő[венг.]
- Липот Фейер
- Бени Ференци
- Ferenczy Noémi[венг.]
- Милан Фюшт
- Гомбас, Пал
- Házi Árpád[венг.]
- Hoffmann Sándor[венг.]
- Янош Хорват[венг.]
- Дьюла Ийеш
- Ivánovics György[венг.]
- Jáky József[венг.]
- Миклош Янчо[венг.]
- Kemény Gábor[венг.]
- Лайош Киш[венг.]
- Золтан Кодай
- Koszta József[венг.]
- Kovács Alajos[венг.]
- Маргит Ковач
- Ласло Козма
- Laki Kálmán[венг.]
- Дьёрдь Лукач
- Тамаш Майор
- Medgyessy Ferenc[венг.]
- Mekis József[венг.]
- Mihailich Győző[венг.]
- Эрик Мольнар
- Лайош Надь
- Дьюла Немет
- Öveges József[венг.]
- Аладар Рац
- Széchy Károly[венг.]
- Schimanek Emil[венг.]
- Sík Sándor[венг.]
- Шомлаи, Артур
- Somogyi Imre[венг.]
- Бруно Штрауб
- Strém Ferenc[венг.]
- Szávai Nándor[венг.]
- Széchy Károly[венг.]
- Альберт Сент-Дьёрдьи
- Temesszentandrási Guido[венг.]
- Vadász Elemér[венг.]
- Vedres Márk[венг.]
- Vendl Aladár[венг.]
- Vilmon Gyula[венг.]
- Zemplén Géza[венг.]
- Bencsik Mihály[венг.]